# Juan Sarkander
San Juan Sarkander (Jan Sarkander) (1576–1620) fue un sacerdote y santo de Moravia (región de la República Checa). 
Sarkander estudió hasta 1597 en la Universidad de Olomouc y hasta 1600 en la Universidad Carolina, donde se doctoró en filosofía. Posteriormente, estudió teología en la Universidad de Graz. Fue ordenado sacerdote en 1609 y trabajó en Holešov desde 1616. Fue acusado de traición y fue torturado en la prisión de Olomouc, tratando de que revelara lo que sabía por secreto de confesión. Hoy la capilla de San Juan Sarkander se erige en el lugar donde fue torturado. El original de la tortura y la lápida de Sarkander se conservan allí. Fue canonizado por Juan Pablo II durante su visita a Olomouc en 1995.

## Vida

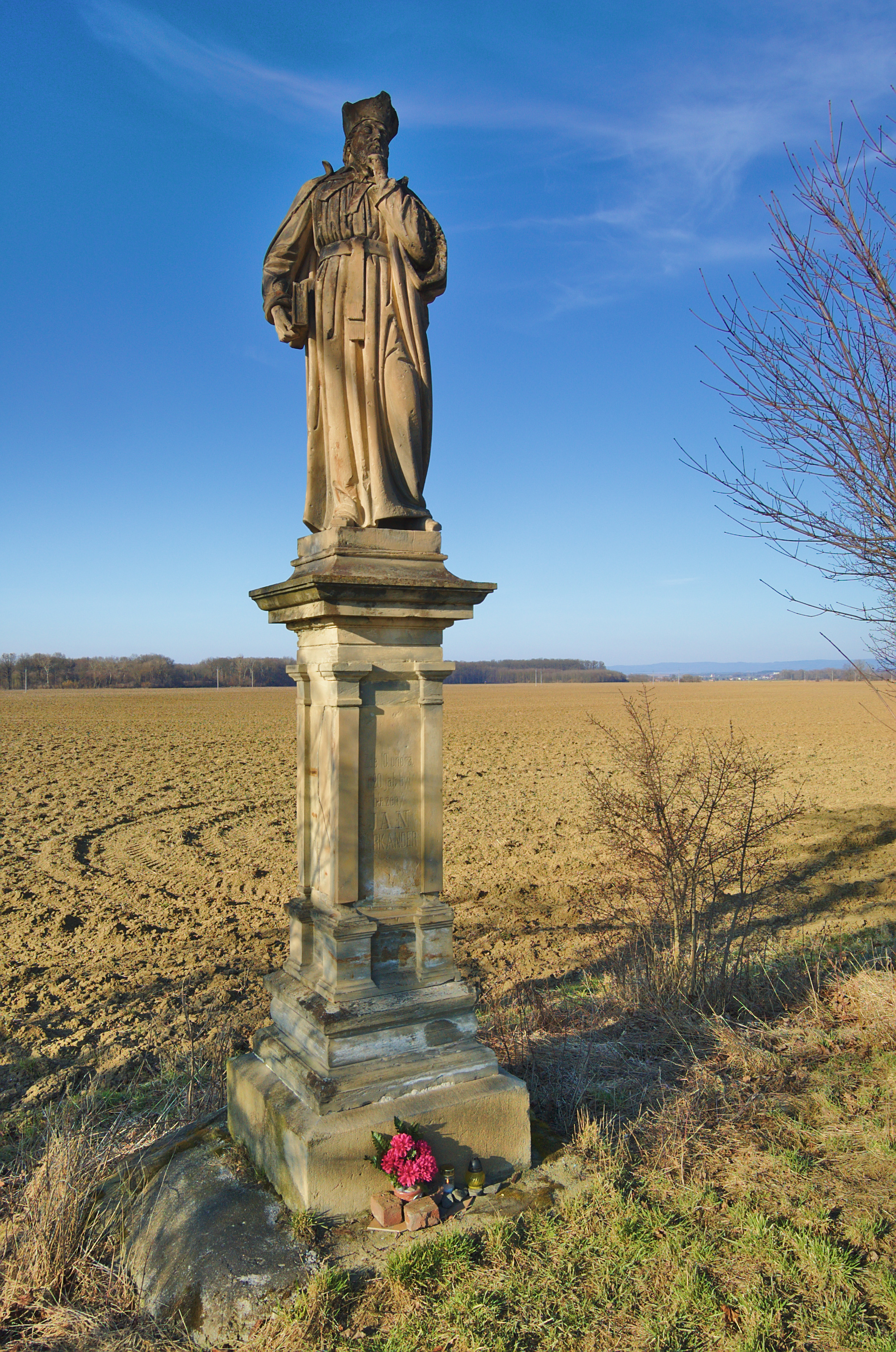
Estatua de San Juan Sarkander junto al puente sobre el Bečva en la carretera a Troubky, Tovačov, distrito de Přerov

Jan Sarkander nació el 20 de diciembre de 1576 en Skoczów , Bohemia (ahora en Polonia) siendo hijo de Georg Mathias Sarkander y Helene Górecka. Tenía una hermana y otros tres hermanos: Nicolás (también sacerdote), Pablo y Wenceslao.  Su padre murió en 1589, por lo que se mudó junto a su madre y sus hermanos a Příbor.  Su madre se volvió a casar y dio a luz a su medio hermano Mateo. Sarkander quería ser sacerdote, pero dejó a un lado esa idea y optó por casarse. Él y su esposa Anna se establecieron en Brno. El matrimonio duró poco porque su esposa murió un año después de la boda y no llegaron a tener hijos. Una vez que había enviudado, reanudó sus estudios sacerdotales, ahora sí, profundamente convencido de que Dios lo llamaba al sacerdocio.

## Muerte
Murió el 17 de marzo de 1620, después de sufrir tortura durante un mes, en la ciudad de Olomouc. El motivo de la tortura se debe a que se negó a informar a sus torturadores sobre lo que había conocido en confesión. A fin de preservar el secreto de confesión resistió el sufrimiento que le impusieron hasta llegar a morir por esta causa.

## Reconocimiento
Incluida su estatua en la Columna de la Santísima Trinidad más de 100 años antes de la beatificación.
Beatificado el 6 de mayo de 1860 por el papa Pío IX.
Canonizado el 21 de mayo de 1995 por Juan Pablo II.